# Kaspar Schwenckfeldt
Kaspar (Caspar) Schwenckfeldt (1563 Gryfów Śląski (německy Greiffenberg) – červen 1609). Jedna z nejvýznamnějších postav renesanční doby ve Slezsku. Významný přírodovědec, zabýval se florou, geologií, termálními prameny, významně přispěl k poznání termálního bohatství Slezska, což byl předpoklad pro pozdější rozvoj lázeňství.

## Život a dílo
Dolnoslezský rodák Schwenckfeldt vystudoval filozofii v Lipsku, kde dosáhl titulu bakaláře. Poté chtěl studovat lékařství na některé z francouzských medicínských škol. K tomu potřeboval nashromáždit dostatečné finanční prostředky a též získat zkušenosti, což znamenalo strávit pár let praxe u praktikujících lékařů. Takto se seznámil i s Kasparem Bauhinem profesorem botaniky a anatomie a děkanem Lékařské fakulty univerzity v Basileji. S jeho pomocí vystudoval medicínu se zaměřením na farmakologii ve švýcarské Basileji. Absolvoval s doktorskou prací "Thesaurus pfarmaceuticis medicamentorum". V roce 1593 se natrvalo usadil jako městský lékař v Jelení Hoře.
Schwenckfeldt patřil k těm lékařům, kteří se nespokojovali pouze s každodenní běžnou praxí, ale zajímal se i o vědu. Renesanční dobové klima přálo bádáním v různých oblastech, Schwenckfeldt měl jako lékař blízko k chemii a díky tomu, že Jelení Hora leží v krkonošské oblasti s přítomností léčivých pramenů, tak se zabýval i lázeňstvím apod. V roce 1600 vydal práci "Stirpium et Fossilium catalogus" (Katalog rostlin a minerálů). V roce 1603 pak vydal další zásadní dílo o fauně ve Slezsku "Theriotropheum Silesiae“. Patřil těm lidem, které lze řadit k předchůdcům turistiky, jako jeden z prvních podrobně popsal floru a faunu Krkonoš. Vydal i dílo „Hirschbergischen warmen Bades“, kde shrnul pozitiva léčivých vod a historii Jelení Hory. V roce 1605 se Schwenckfeldt přestěhoval do hornolužického Zhořelce. Ve Zhořelci pokračoval ve své práci a vydal zde i publikaci věnující se léčivým pramenům a lázním v českých Teplicích pod názvem „Thermae Teplicenses. Von deß Töplitzen warmen Bades in Böhmen, nicht weit vom Graupen gelegen, Ursprung, ... und rechtem Gebrauch."

## Přínos
Schwenckfeldt patří k nejvýznamnějším renesančním osobnostem Slezska. Jeho odborný záběr byl obrovský a sahal od fauny, přes chemii, lékařství až po zeměpis a mineralogii. Přispěl významným způsobem k propagaci Slezska. Taktéž po sobě zanechal knihovnu, která obsahovala 705 položek, což bylo u fyzických osob nešlechtického stavu nebývalé číslo. Jeho vědecké úspěchy a objevy byly využívány mnoha badateli od šestnáctého století až dodnes. Za svou celoživotní činnost získal přízvisko „Plinius Slezska“.